# Родољупци (ТВ филм из 1973)
Родољупци је југословенски ТВ филм из 1973. године. Режирао га је Јован Коњовић а сценарио је написан по комедији Родољупци Јована Стерије Поповића.